# Xavier Atger
Jean-François Xavier Atger (* 1758 in Montpellier; † 22. März 1833 ebenda) war ein französischer Beamter, Kunstsammler und Mäzen. Die von ihm gesammelten Grafiken und Drucke bildeten den Grundstock für das Musée Atger in Montpellier.

## Leben
Atger entstammte einer großbürgerlichen Familie in Montpellier. Er studierte Latein, Französisch, Geschichte und Theologie und erhielt Zeichenunterricht bei Etienne Loys, dem Zeichenlehrer der höheren Stände der Stadt. 1792 begab er sich auf eine Reise durch Italien. 1794 wurde er zum Sekretär des Revolutionsaufsichtskomitees von Montpellier ernannt. Mit über 40 Jahren zog er 1802 nach Paris und übernahm eine Stellung in der Steuerverwaltung. In Paris trat er in nähere Beziehung zu Künstlerkreisen. Auf Auktionen und im Kunsthandel erwarb er eine umfangreiche Sammlung an hochwertigen Zeichnungen und Drucken.
1822 kehrte Atger nach Montpellier zurück, wo er seinen Ruhestand verbrachte und sich um seine Sammlung kümmerte. 1833 ist er kinderlos verstorben. Schon zu Lebzeiten überließ er einen großen Teil seiner Sammlung der Medizinischen Fakultät der Universität Montpellier zu Studienzwecken. Sie sind heute Teil des nach ihm benannten Museums.